# Shikun
Pour plus de détails, voir Fiche technique et Distribution.
Shikun (en hébreu : שיכון, littéralement « logement social »)  est un film israélien réalisé par Amos Gitaï, sorti en 2024.

## Synopsis
Un groupe de personnes d'origines et de langues diverses vit ensemble en Israël dans un bâtiment, le shikun. À travers une série d'épisodes, le film raconte l'histoire de la naissance de l'intolérance et de la pensée totalitaire. Certains des habitants commencent à se transformer en rhinocéros, d'autres commencent à s'y opposer.

## Production
L'idée d'adapter la pièce de théâtre Rhinocéros d'Eugène Ionesco, parabole de la montée du totalitarisme, naît pendant les manifestations de 2023 en Israël contre la réforme controversée du système judiciaire menée par le gouvernement de Benjamin Netanyahou.
Le réalisateur voit dans ce mouvement de protestation la lutte contre un projet de transformation d'Israël en « un régime autocratique et autoritaire » :

« Un mouvement qui avait aussi le sens d'une réaction à la montée d’une forme de conformisme, de disparition de l’esprit critique, dans la société israélienne. C'est dans ce contexte que j'ai relu la pièce de Ionesco, « Rhinocéros », écrite à la fin des années 1950 comme une fable anti-totalitaire, et qui m'a semblé faire écho à ce que nous vivions. J'y ai vu la possibilité d’une inspiration pour un film à propos du présent que nous vivions. »

## Accueil
La première mondiale de Shikun a lieu le 18 février 2024 dans le cadre du Festival international du film de Berlin.
L'œuvre est sélectionnée dans la section Berlinale Special.